# 李坦 (光緒進士)
李坦，直隸省永平府樂亭縣人，清朝政治人物、同進士出身。
光绪十二年丙戌科（1886年），登進士。同年五月，著主事分部学习。后授吏部掌印郎中。